# チェパン族
チェパン族（チェパンぞく、ネパール語: चेपाङ）とは、ネパールのマハーバーラタ山脈（マクワンプル郡・ゴルカ郡・ダーディン郡・チトワン郡）の斜面に暮らす先住民族（アディバシ・ジャナジャーティ）である。周辺に混住する諸民族の中でも最も早くから定住した住民とされ、独自のチェパン語（チベット・ビルマ語派）やシャーマニズム的宗教をもつ。ネパールでは先住民族を周辺化具合により5グループに分類しているが、その中でも最も悪い状態におかれた民族に数えられる。
1950年代まで狩猟・漁撈・採集を主とした生業であったが、1970年代以降の政府や外国団体による開発支援が行われ、2000年以降にチェパン社会は急速に変化した。一方でチェパンの伝統文化の喪失が危惧されている。

## 概要
チェパン族の人口は、ネパール全体の0.26%にあたる38,339人（2011年の調査）に過ぎない。その内およそ7割がチベット・ビルマ語系のチェパン語を母語としている。チェパン族が住むのは、標高800メートルから1300メートルの範囲の傾斜面で、行政区ではダーディン郡南部・マクワンプル郡西部・チトワン郡北部・ゴルカ郡南部に当たる。2010年代でもほとんどの人は都市部に出ることなく、99.7%が同地を中心とする村落に居住している。
1950年代まで、自生するヤムイモの採集を主とする自給的狩猟採集を行い、補助的にヒエ・アワなどの雑穀を栽培していた。狩猟採集が主な生業であったため「農耕を行わない」と誤解され、チェパン族は未開・後進の象徴として取り上げられた。パンチャーヤト時代に地域開発が進められ、チェパン族の生業も農業中心となって人口も増えた。しかしチェパン族の多くは、近隣に住まうパルバテ・ヒンドゥーなどから耕作地を担保として借金をしており、経済的に搾取される存在である。
チェパン族にはパンデと呼ばれるシャーマン的な司祭がおり、太鼓を叩きながら悪霊を払う治療儀礼や、親族集団の祖霊儀礼を行っていた。外国の支援団体により1990年代からキリスト教化が進み、伝統的な信仰が失われつつある。1998年には権利団体のネパール・チェパン協会が設立され、文化保護活動が行われている。

## 名称
元々、チェパン族は自らをチェバンあるいはチョオバンと呼んでいた。チェパンの名称は、彼らを最初に調査した英国駐在ネパール公使のブライアン・ホートン・ホジソンによるもので、語源はネパール語の「トカゲ」である。
ネパール王国のビレンドラ王は、チェパン族をプラジャ（市民・臣民の意味）と呼び、開発援助を実施した。チェパン族にはその名に付きまとう「未開」のイメージを嫌い自らプラジャを名乗る人もいるが、2004年にネパール・チェパン協会はチェパンを正式名称とする決定を行った。

## 宗教

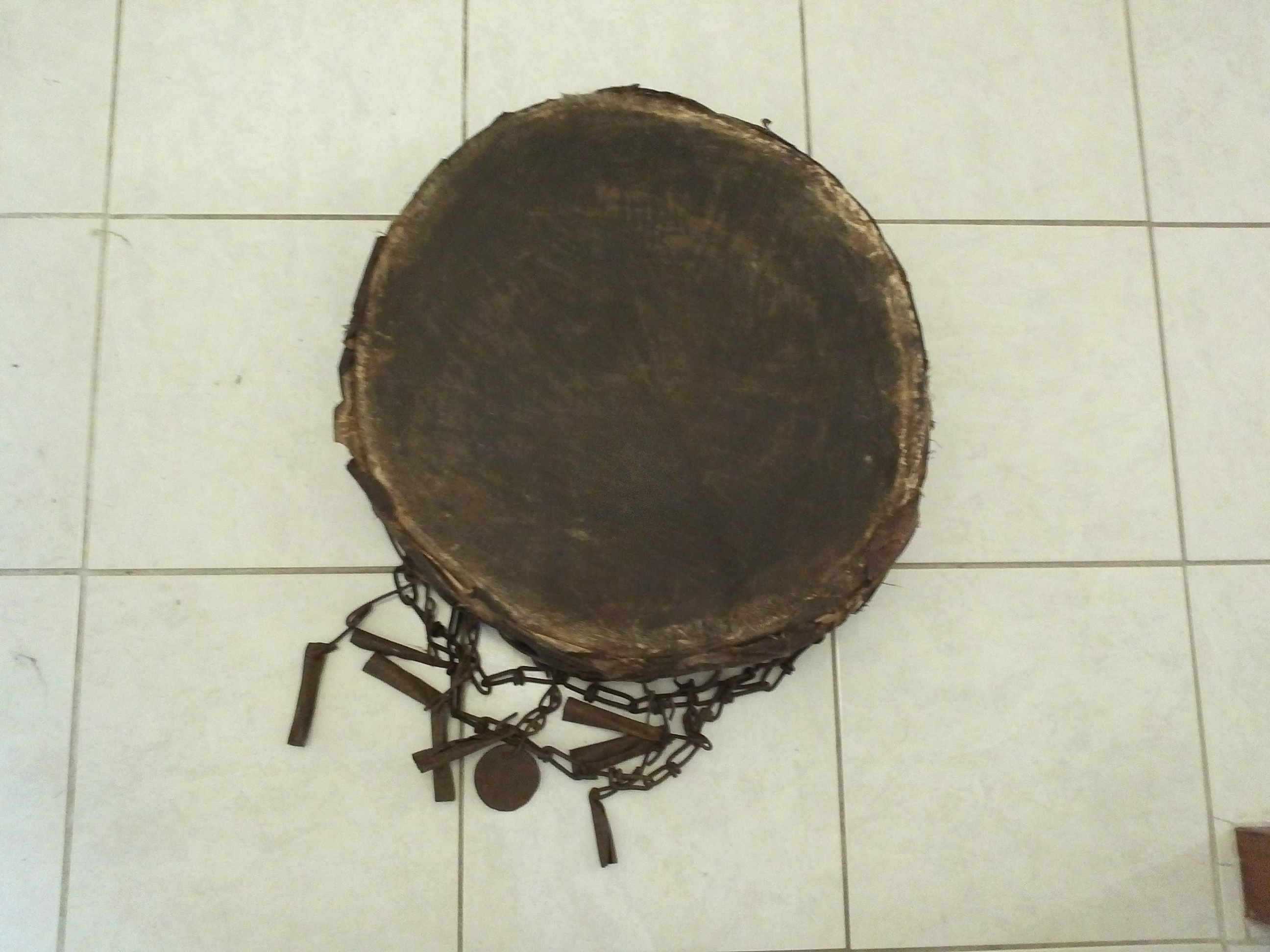
パンデの太鼓

チェパン族は、ダサイン・ティハールなどヒンドゥー教の祝祭も行うが、パンデと呼ばれるシャーマン的司祭を中心とした儀礼的信仰を持っていた。パンデは収穫祭に相当するヌワギ、クランの神を祀る月1回の祭祀などを行なうほか、名づけや葬儀などの通過儀礼も執り行う。また、チェパン族は病気は睡眠中に魂が悪霊に連れさられた事が原因だと信じ、パンデは太鼓を叩いて自らの魂を飛翔させ神がかりをし、悪霊と交渉・供養を行い治療を行っていた。そして「パンデの治療」に効果がないと、病人は別のパンデを訪ね歩いていた。
このような伝統的・実践的な宗教は、2000年頃まで「信仰」とは考えられていなかった。チェパン族は国勢調査に対し「信仰なし」と答えるか、調査員の誘導によりヒンドゥー教と答えていた。
しかし2000年以降は急速にチェパン社会にキリスト教が普及し、パンデは数を減らしている。一方でキリスト教の普及は宗教的選択ではなく、「パンデの治療よりもキリスト教の祈りのほうが病気がよくなる」と認識されたからである。キリスト教は信者に対してパンデによる宗教儀礼を禁止したため、葬式を挙げられないと言われた親族一同はやむなく入信し、確実に信者を増やしていっている。チェパン族の文化的アイデンティティと新しい信仰の折り合いをどうつけるのかが、今日的な課題となっている。

## 伝統的な住まいと身なり

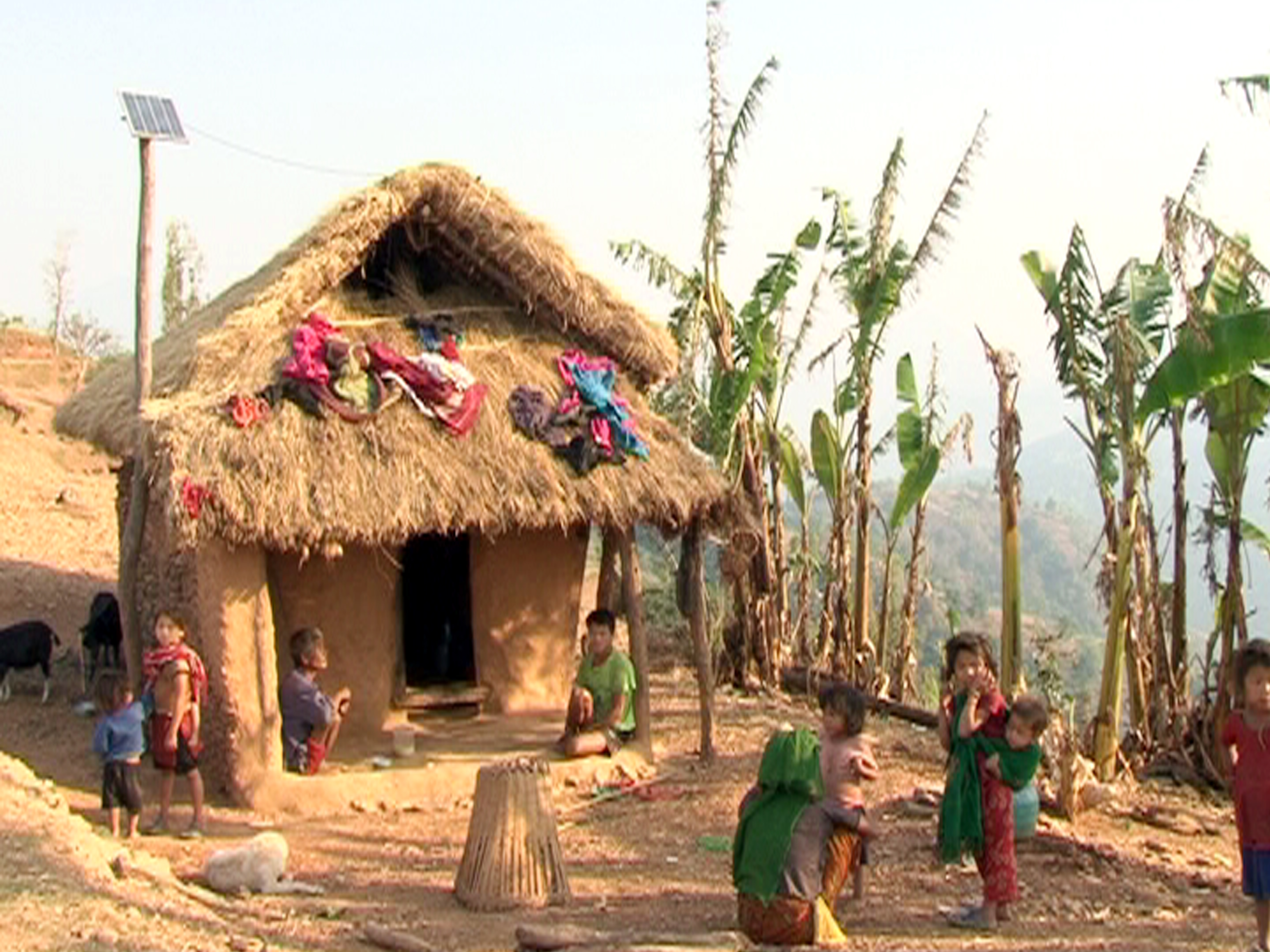
チェパン族の家

住居は、草葺き屋根で高さが低い。急斜面に散在して建てられ、家の周りに穀物を栽培する。また少数のヤギや牛を飼う。工芸と呼べるものもなく、家財は素焼きの壺やナベなどの道具と竹かご程度で、食器も葉をつかう。身なりは、男性は腰巻にシャツかチョッキあるいはスカーフを身に着け、女性はスカートとブラウスを纏う。

## 伝承
チェパン族は『ラーマーヤナ』の登場人物シーターを自らの祖先とする伝承をもつ。
クスンダはタクリを蔑む意味の言葉で、特定の民族を指すものではないと考えられてきたが、1970年ごろからミハク族と呼ばれる少数民族の事を指すのではないかと考えられている。

## チェパン族への開発支援と変化
1950年代からタライでマラリア撲滅運動が展開され、多くの農地が開拓された。そうした中でチェパン族にも移住の提案もあったが、チェパン族はマラリアへの恐れから移住しなかった。近代ネパールの発展から取り残されたチェパン族は、やがて自らを「貧困」という枠組みの中に意識するようになる。
1977年にチェパン族の窮状を知ったビレンドラ王は、チェパン族をプラジャ（臣民）と呼び、彼らに対する開発援助を実施する。1979年に設立されたプラジャ開発委員会により農業開発が行われたが、その内容は農薬や子ヤギを配布するだけで終わるもので、チェパン社会を変える事は無かった。
1990年に第1次民主化が成し遂げられると、先住民族への支援に海外の団体が関わるようになる。チェパン族への支援も、1997年からオランダの国際協力団体が主導するようになる。しかし、チェパン族の内発的な問題解決を図る支援団体とインフラ整備を望むチェパン族の隔たりは大きく、当初の開発プロジェクトは限定的なものとなった。
2000年からはチェパン族の権利団体ネパール・チェパン協会を当事者団体として新たな開発プロジェクトを実施し、協会のリーダーを様々な政策業務に携わらせて経験を積ませるようになる。その後ネパール・チェパン協会は、2004年には民族の名前を従来のプラジャからチェパンに戻す採択を行い、2008年には元協会会長が制憲議会に当選、2009年にはチェパン自治州を求める宣言を採択するなど、自主自立の実利的民主化を歩み始めている。このようなチェパン族に対する開発支援は、ネパールが進める包摂型開発のモデルケースと位置付けられている。同時に、キリスト教の普及やバザールでの協同組合を通しての経済活動などチェパン社会は変化しているが、一方でこうした変化に適応する若者と馴染めない中高齢者との間に分断が起こっている。